# (12061) Alena
(12061) Alena (1998 FQ2) – planetoida z pasa głównego asteroid okrążająca Słońce w ciągu 3,44 lat w średniej odległości 2,28 j.a. Odkryta 21 marca 1998 roku.